# Lammefjordskartofler
La Lammefjordskartofler (pomme de terre de Lammefjord) est une production de pommes de terre traditionnelle, spécifique du Lammefjord (région du Sjælland) au Danemark. Cette production de pommes de terre, cultivée dans le fond d'un fjord asséché, a été enregistrée par l'Union européenne en qualité d'indication géographique protégée (IGP) par le Règlement d'exécution (UE) n° 242/2014.
La pomme de terre de Lammefjord se caractérise par une peau très fine, lisse et brillante, qui peut être consommée avec la pomme de terre elle-même. Il s'agit cependant d'une pomme de terre qui doit être récoltée à pleine maturité (en septembre) et non pas d'une production de primeur.
La région de culture comprend quatre zones de terres bonifiées dans la commune d'Odsherred : fjord de  Lamme,  Svinninge Vejle, Sidinge et  Klintsø. Ce sont des terres argileuses, entourées de canaux de drainage qui assurent de bonnes conditions d'irrigation à cette culture.